# Avion léger de surveillance et de reconnaissance - ALSR « Vador »
Dimensions
Le programme Avion léger de surveillance et de reconnaissance [ALSR « Vador »] est un programme d’armement mené par le ministère des Armées français. Il consiste à développer un avion de reconnaissance à hélices à partir d’un avion d'affaires civil.
L'armée de l'air française exploite ces aéronefs, huit à terme, commandés au titre de la LPM 2019-2025. Le premier est livré le 31 juillet 2020, les livraisons suivantes s'échelonnant jusqu'en 2030.

## Conception
La base du système ALSR est un avion Beechcraft King Air 350 modifié par la société Sabena Technics afin d'intégrer un équipement de mission développé par Thales. Ces missions sont essentiellement le renseignement, la reconnaissance et la surveillance. La base Beech King Air 350, très répandue, en simplifie la mise en œuvre et la maintenance, ce qui rend ce système particulièrement adapté aux théâtres sub-sahéliens.
Les avions sont initialement dotés de boules optroniques fournies par le groupe américain Teledyne Technologies. Les performances de ce système sont jugées insuffisantes par le Centre d'expertise aérienne militaire de l'Armée de l'Air. Son remplacement par un système de meilleure qualité retarde de plusieurs mois son entrée en service opérationnel, qui intervient en mars 2022 au sein de l'escadron électronique aéroporté 1/54 Dunkerque,.

## Commandes
La Loi de programmation militaire 2019-2025 prévoit un parc de huit aéronefs en service dans l'Armée de l'air et de l'espace à l'horizon 2030.
Les deux premiers ont été réceptionnés respectivement le 31 juillet et le 3 décembre 2020 et ont été mis en service en mars 2022.
Dans le cadre du plan de soutien à l'aéronautique mis en œuvre à la suite de la pandémie de Covid-19, un troisième exemplaire est commandé en vue d'une livraison en 2023 au lieu de 2027, comme prévu initialement.

## Utilisation
Dans l'Armée de l'air et de l'espace, l'ALSR est appelé VADOR, pour Vecteur aéroporté de désignation, d'observation et de reconnaissance. Deux avions de ce type sont stationnés à la base aérienne 709 Cognac-Châteaubernard, en service au sein de l'escadron de reconnaissance 4/33 Périgord.